# Andrew Lockley
Andrew Lockley (Gosport, 5 maggio 1971) è un effettista britannico.
Nella sua carriera ha vinto tre premi Oscar nella categoria "migliori effetti speciali": nel 2011 per Inception, nel 2015 per Interstellar e nel 2021 per Tenet.

## Filmografia
- Pluto Nash, regia di Ron Underwood (2002)
- Below, regia di David Twohy (2002)
- Harry Potter e la camera dei segreti (Harry Potter and the Chamber of Secrets), regia di Chris Columbus (2002)
- La morte può attendere (Die Another Day), regia di Lee Tamahori (2002)
- The Hours, regia di Stephen Daldry (2002)
- La leggenda degli uomini straordinari (The League of Extraordinary Gentlemen), regia di Stephen Norrington (2003)
- Ritorno a Cold Mountain (Cold Mountain), regia di Anthony Minghella (2003)
- Agente Cody Banks 2 - Destinazione Londra (Agent Cody Banks 2: Destination London), regia di Kevin Allen (2004)
- Laws of Attraction - Matrimonio in appello (Laws of Attraction), regia di Peter Howitt (2004)
- Alien vs. Predator, regia di Paul W. S. Anderson (2004)
- Batman Begins, regia di Christopher Nolan (2005)
- Harry Potter e il calice di fuoco (Harry Potter and the Goblet of Fire), regia di Mike Newell (2005)
- I figli degli uomini (Children of Men), regia di Alfonso Cuarón (2006)
- Hot Fuzz, regia di Edgar Wright (2007)
- Grindhouse, regia di Quentin Tarantino, Robert Rodriguez, Edgar Wright, Rob Zombie, Eli Roth (2007)
- 10.000 AC (10,000 BC), regia di Roland Emmerich (2008)
- Il cavaliere oscuro (The Dark Knight), regia di Christopher Nolan (2008)
- Prince of Persia - Le sabbie del tempo (Prince of Persia: The Sands of Time), regia di Mike Newell (2010)
- Inception, regia di Christopher Nolan (2010)
- Captain America - Il primo Vendicatore (Captain America: The First Avenger), regia di Joe Johnston (2011)
- Il cavaliere oscuro - Il ritorno (The Dark Knight Rises), regia di Christopher Nolan (2012)
- Rush, regia di Ron Howard (2013)
- Interstellar, regia di Christopher Nolan (2014)
- Alice attraverso lo specchio (Alice Through the Looking Glass), regia di James Bobin (2016)
- Miss Peregrine - La casa dei ragazzi speciali (Miss Peregrine's Home for Peculiar Children), regia di Tim Burton (2016)
- Dunkirk, regia di Christopher Nolan (2017)
- Venom, regia di Ruben Fleischer (2018)
- Tenet, regia di Christopher Nolan (2020)
- Tetris, regia di Jon S. Baird (2023)